# 農民組合
農民組合（のうみんくみあい）とは、日本の農民の社会的・経済的地位の向上や改善を目指して組織された組合である。

## 概要
明治時代初期に地主に対して小作料減免や耕作権確立を要求した小作人組合をルーツとしている。
1922年に賀川豊彦や杉山元治郎らによって神戸で設立された日本農民組合（日農）が日本における最初の全国組織とされ、大正期から昭和期にかけて全国各地で数多くの農民組合が設立された。
特に昭和期に入ると運動の在り方を巡って日農の中では対立が生じ、既存路線継承を主張する全農総本部派と共産党の指導を受けて自作農を巻き込んだ階級闘争を目指す全農全国会議派に分裂するなど、必ずしも運動は一枚岩ではなかったものの、伏石事件・木崎村小作争議・阿仁前田小作争議等に代表される、実力行使を含む争議が各地で展開され、旧体制の打破が図られた。
21世紀の今日でも活動している主要な農民組合には、農民運動全国連合会（農民連）や全日本農民組合連合会（全日農）、北海道農民連盟などが存在する。また、農業協同組合の政治組織として全国農業者農政運動組織連盟が活動している。これらの団体は農産物自由化（WTOの農業に関する協定や環太平洋パートナーシップ協定）に反対する活動をしたり、独自の農作物の販路を開拓するなどしている。農民運動の国際組織としては、ビア・カンペシーナがあり、農民連が日本の組織としてこれに加盟している。